# Ptilinopus dupetithouarsii
Ptilinopus dupetithouarsii е вид птица от семейство Гълъбови (Columbidae). Видът е незастрашен от изчезване.

## Разпространение
Разпространен е във Френска Полинезия.